# Mireille Fargier-Caruso
Mireille Fargier-Caruso, née le 15 décembre 1946 en Ardèche (France), est une poétesse française.

## Biographie
Mireille Fargier-Caruso vit à Valence (Ardèche) jusqu'à l'âge de douze ans. Elle effectue ses études universitaires à Lyon de 1965 à 1968 puis obtient une maîtrise de philosophie à Paris. Elle enseigne cette matière durant une dizaine d'années avant de devenir bibliothécaire dans la région parisienne. Correspondante de l'association lyonnaise Poésie Rencontres, elle publie de la poésie depuis 1981, en recueils chez différents éditeurs (Le Cherche midi, Chambelland, Le Dé bleu, Paupières de terre, et depuis 2015 chez Bruno Doucey). Elle collabore aussi régulièrement à plusieurs cahiers collectifs, revues, lectures et festivals et est aussi l'autrice de livres d’artistes réalisés avec des plasticiens.

## Œuvres

### Recueils personnels
- Entre les points et la parole, Paris, Édition Saint-Germain-des-Prés, coll. « À l’écoute des sources », 1981, 61 p.  (ISBN 2-243-01546-3)
- Limites, Paris, Le Pont de l'Épée/Guy Chambelland, 1984
- Visage à édifier, Paris, Édition Le Méridien/Chambelland, 1988 (BNF 34311853)
- Contre-ciel, Ternay, France, Édition Le Pré de l'âge, 1990, 20 p. (BNF 35346944)
- Séquences au loin, Poésimage, 1991 - Prix Poésimage 1991
- Heures d’été ou l’envers de l'ombre, Lyon, France, Édition Arclettres, 1991, 71 p.  (ISBN 2-908651-01-7)
- Blues-notes, Ternay, France, Édition le Pré de l'âge, 1992, 17 p. (BNF 35547238)
- Lettre à L., Famars, France, Centre Froissart, 1993, 30 p. (BNF 35681034)
- Même la nuit, persiennes ouvertes, Chaillé-sous-les-Ormeaux, France, Le Dé Bleu, 1998, 74 p. (BNF 36708664)
- Dimanche, je vous aime, Grenoble, France, Éditions le Pré Carré, 2001, 18 p. (BNF 39040230)
- Silence à vif, Montrouge, France, Éditions Paupières de terre, 2004, 97 p. (BNF 39189233)[3]
- Ces gestes en écho, Montrouge, France, Éditions Paupières de terre, 2006, 69 p.  (ISBN 2-908294-30-3)
- Un peu de jour aux lèvres, Montrouge, France, Éditions Paupières de terre, 2010, 160 p.  (ISBN 978-2-908294-38-5)
- Un lent dépaysage, Paris, Éditions Bruno Doucey, coll. « Soleil noir », 2015, 88 p.  (ISBN 978-2-36229-086-2)[4]
- Comme une promesse abandonnée, Paris, Éditions Bruno Doucey, coll. « Soleil noir », 2019, 120 p.  (ISBN 978-2-36229-234-7)
- Vivre, Paris, Éditions Bruno Doucey, coll. « Soleil noir », 2023, 96 p.  (ISBN 978-2-36229-449-5)
- Elle à contretemps, Éditions Les Lieux-Dits, coll. «Cahiers du loup bleu», 2024, 31 p.  (ISBN 978-2-493715-51-7).

### Livres d'artistes
- Quelques gouttes de soleil et après, avec encres et collages de Sarah Wiame, Paris, Éditions Céphéides, 2000
- La Lumière ébruitée, avec aquarelles et encres originales de Chan Ky-Yut, Paris, Éditions Céphéides, 2001
- Revers des voix, avec encres et collages de Sarah Wiame, Lyric Éditions, Canada, 2001
- Rendez-vous Septembre, édition bilingue français-grec, avec des collages de Christos Makridadis, Paris, Transignum, 2004
- Liberté, poème manuscrit, calligraphié et traduit en chinois par Camille Loivier, avec des aquarelles de Vlad Alexandre Micodin, Paris, Transignum, 2000
- Au bord des routes, poème manuscrit avec des aquarelles de Sarah Wiame, Paris, Éditions Céphéides, 2006
- Le Don des arbres, avec des peintures de Sarah Wiame, Paris, Éditions Céphéides, 2006

### Filmographie
- 2016 : Les Poètes sont encore vivants de Xavier Gayant[5]